# François Frétellière
François-Victor-Marie Frétellière PSS (* 19. November 1925 in Coron, Département Maine-et-Loire, Frankreich; † 3. Mai 1997 in Créteil) war Bischof von Créteil.

## Leben
François Frétellière empfing am 3. Juli 1949 die Priesterweihe und trat in die Kongregation der Sulpizianer ein.
Am 2. Januar 1971 wurde er durch Papst Paul VI. zum Titularbischof von Caudium und zum Weihbischof in Bordeaux-Bazas ernannt. Die Bischofsweihe spendete ihm am 7. Februar desselben Jahres der Erzbischof von Angers, Henri-Louis-Marie Mazerat (1903–1986); Mitkonsekratoren waren Marius Maziers, Erzbischof von Bordeaux, und Jean-Baptiste Brunon, Bischof von Tulle. 1979 wurde er zum Koadjutorbischof von Créteil ernannt. Papst Johannes Paul II. ernannte ihn 1981 zum Bischof von Créteil.
Das Verfahren zur Seligsprechung von Madeleine Delbrêl wurde 1990 von Bischof Francois Frétellière in Rom eingeleitet.